# Orchopeas dieteri
Orchopeas dieteri är en loppart som först beskrevs av C.Fox 1929.  Orchopeas dieteri ingår i släktet Orchopeas och familjen fågelloppor. Inga underarter finns listade i Catalogue of Life.